# Polytrichastrum tenellum
Polytrichastrum tenellum är en bladmossart som beskrevs av G. L. Smith 1975. Polytrichastrum tenellum ingår i släktet Polytrichastrum och familjen Polytrichaceae. Inga underarter finns listade i Catalogue of Life.